# Tunel Šibenik
Tunel Šibenik je dálniční dvoutubusový tunel s délkou 588 metrů (z toho ražená část délky 540 m), který se nachází na úseku dálnice D1 Jánovce - Jablonov II. úsek. Ražený byl novou rakouskou tunelovací metodou (NRTM). V tunelu se nachází jeden únikový východ s možností přechodu do druhé tunelové trouby. Tunel byl původně součástí druhého balíku PPP projektů, který se však nerealizoval.
Smlouva o dílo na výstavbu byla uzavřena v květnu 2012, samotná výstavba byla oficiálně zahájena 25. června 2012. Tunel byl slavnostně proražen 21. března 2014 a v plném profilu má být předán do užívání v listopadu 2015. Projekt byl spolufinancován z Fondu soudržnosti Evropské unie. Zhotovitelem bylo konsorcium společností Eurovia SK a.s., Eurovia CS a. s. a Stavby Mostů Slovakia, a.s. Trhací práce v tunelu realizovala společnost Tubau a.s. se sídlem v Žilině.
Dne 12. srpna 2013 se při plánovaném odstřelu horniny v jižní tunelové troubě stalo během ražení neštěstí, při kterém zahynul střelmistr a dalších pět dělníků bylo převezeno se zraněními do levočské, popradské a spišskonovoveské nemocnice.